# Titus Tiel Groenestege
Titus Tiel Groenestege (Angerlo, 17 maart 1959) is een Nederlands cabaretier, regisseur, theatermaker en acteur.

## Levensloop
Tiel Groenestege deed in 1981 eindexamen aan de Academie voor Expressie door Woord en Gebaar in Utrecht. Hij werd bekend als cabaretier en werkte samen met Bavo Galama in het duo Frisse Jongens (1981-1989). Het duo won verscheidene prijzen waaronder de jury- en publieksprijs van het Camerettenfestival in 1981, de Eerste Nederlandse Cabaretprijs en de Zilveren Harp. Titels van programma's waren onder andere: Mannetjes op de Rand, Anton Huyg komt nooit meer thuis en Ons Lowietje heeft een engel gezien. Het duo werkte ook geruime tijd mee aan het VPRO-radioprogramma Pandemonium. Samen met Adelheid Roosen en Jack Spijkerman werkten Tiel Groenestege en Galama samen in VARA's Nachtshow. 
Vervolgens maakte Tiel Groenestege naam als (toneel)regisseur. Hij werkte met uiteenlopende gezelschappen zoals Alex d'Electrique, Toneelgroep Amsterdam, Het Zuidelijk Toneel en Orkater. Ook regisseerde hij theaterprogramma's van onder andere Kasper van Kooten, Wende Snijders, Carolien Borgers, Ricky Koole en Rob Kamphues.
Tiel Groenestege is ook actief als docent aan theaterscholen en ontwerpt ook theateraffiches.

## Filmografie
- Mevrouw Ten Kate - Agent (1987-1989)
- 12 steden, 13 ongelukken - Steven van Beren (1992)
- 12 steden, 13 ongelukken - Frans (1994)
- Baantjer - Eddy de Zwart (1999)
- Familie van der Ploeg - Map van der Ploeg (2002)
- Keyzer & De Boer Advocaten - Johan Swart (2008)
- Spoorloos verdwenen - Daniël Vorstenbosch (2008)
- De Overloper - Albert Raes (2012)
- Flikken Rotterdam - Teun (2018)
- Sinterklaasjournaal - Joop van Heinde (2018)
- Flikken Maastricht - Alex Vermeire (2021)

- International Standard Name Identifier: 0000 0003 8822 9389
- Nederlandse Thesaurus van Auteursnamen: 100072178
- Virtual International Authority File: 281371561
- WorldCat: E39PBJpYtVW4Yq7M3XhGFQWxDq